# Fredrik Adolf Spak
Fredrik Adolf Spak, född 3 augusti 1846 i Stockholm, död där 21 januari 1915, var en svensk militär och vapenhistoriker. Han var farbror till Fredrik Spak.
Spak blev underlöjtnant vid Svea artilleriregemente 1864 och major 1892 samt tog avsked ur krigstjänsten 1903. Han var en av banbrytarna för den vapenhistoriska forskningen i Sverige. 
Framför allt är hans namn förknippat med grundläggandet av Artillerimuseum. Som löjtnant mottog han 1877 av Carl Leijonhufvud uppdraget att ordna en historisk vapen- och modellsamling vid Artillerigården i Stockholm, och redan 1879 invigdes Artillerimuseum, vars föreståndare han var till 1902. 
Spak sammanförde också under denna tid resultatet av sin forskning i en serie historiska upplysningar rörande bland annat uniformering, fanor, handeldvapen och blanka vapen. Ett värdefullt arbete nedlade han även på en omfattande katalog över Artillerimuseum (1888; ny omarbetad upplaga 1914). 
Sedan Spak tagit avsked, verkade han 1902–08 vid Zeughaus i Berlin, särskilt sysselsatt med ordnandet av dess stora samling av blanka vapen. Vid Internationella vapenhistoriska kongressen i Stockholm 1914 kallades han till hedersledamot av Verein für historische Waffenkunde.